# Omaha (Illinois)
Pour les articles homonymes, voir Omaha.
Omaha est un village du comté de Gallatin dans l'Illinois, aux États-Unis,. Situé au nord du comté, il est incorporé le 9 juillet 1890.

## Démographie
Lors du recensement de 2010, le village comptait une population de 266 habitants. Elle est estimée, en 2016, à 250 habitants.

## Source de la traduction
- (en) Cet article est partiellement ou en totalité issu de l’article de Wikipédia en anglais intitulé « Omaha, Illinois » (voir la liste des auteurs).